# Románia demográfiája
Románia népessége 2021. január 1-jén a hivatalos adatok szerint 19 186 201 volt 2012-es hivatalos adatok szerint a lakosság 88,1%-a román, 6,1%-a magyar volt.
Románia lakossága a 21. században az általános európai trendeknél is erőteljesebben csökken. A 2002-es 21,83 milliós szám 2014-re 19,95 millióra esett vissza. A csökkenés okai között a magas halandóság és az alacsony születésszám mellett a jelentős kivándorlás is nagy szerepet játszik.
A romániai népességfejlődés 20. századi sajátossága, hogy a hatvanas évek derekán megindult erőteljes születésszám-csökkenést a kommunista diktatúra szigorú abortusz- és családtervezési tilalom bevezetésével 1967-ben megállította, és a népességszámnak az európai tendenciáknak megfelelő stagnálása, majd csökkenése így 1990 utánra tevődött át. Az 1989-90-es rendszerváltás egy sor különböző demográfiai mutató esetében mérföldkővé vált. A születések száma csökkent, a házasságkötés átlagos életkora kitolódott, a válások száma növekedett. Számottevően nőtt a születéskor várható átlagos élettartam, és a csecsemőhalandóság a történelemben először 10 ezrelék alá süllyedt.
A városiak alacsonyabb termékenysége magasabb válási aránnyal párosul. A Közép-Európára jellemző késői gyermekvállalás, az alacsony termékenység és a nagyobb válási arányszám elsősorban a fővárost és a nyugati régiót jellemzi. A partiumi megyék magas halandósága pedig a szomszédos magyarországi Észak-Alföld adataihoz hasonlít.
A korábbi tendenciáktól eltérően a gazdaságilag legnehezebb helyzetben lévő megyékben a demográfiai mutatók is rosszabbodnak.
A belső vándorlás terén az országban három fő bevándorlási centrum volt az 1989-es rendszerváltásig, Bukarest, Brassó és Temesvár. A fö kibocsátó régió az 1960-as évekig Olténia volt, majd Moldva régió vette át a vezető szerepet. Az 1980-as években és az 1990-es évek elején az etnikai migráció csökkentette a népességszámot, a német és a magyar kisebbségeknek az anyaországba történő vándorlása révén. Az 1990-es évek derekától, különösen 2002-től egyre erősödik az Európai Unió nyugati felébe irányuló migráció.

## Népszámlálások
A mai Románia területén először külön-külön a román fejedelemségekben, Havasalföldön és Moldvában 1838-ban, majd Ó-Romániában 1860-ban, aztán 1899-ben és 1912-ben tartottak, már modern értelemben, népszámlálást. Erdélyben az osztrák uralom idején 1850-ben és 1857-ben, majd a kiegyezés után a magyar hatóságok 1869-ben, 1880-ban, 1890-ben, 1900-ban és 1910-ben hajtottak végre népszámlálást. A mai országterületre vonatkozóan először 1930-ban, részlegesen (a háborús elcsatolások miatt) 1941-ben , majd 1956-ban, 1966-ban, 1977 -ben, 1992-ben és 2002-ben került sor népszámlálásokra. A legfrissebb adatok 2012-ből és 2021-ből állnak rendelkezésre.

## Népességszám
Románia népessége 1930 után viszonylag egyenletesen gyarapodott, az 1930. évi 14 milliónyiról 1989-90-ben érte el az eddigi maximumot, a mintegy 23 millió főt. 1940 és 1949 között a II. világháború miatt visszaesett a lélekszám, 1964-1967 között pedig a nemzetközi trendekkel összhangban már csökkent a születésszám. Emiatt a Ceausescu-rendszer szigorú abortusztilalmat vezetett be, ami a születések számában rövid időre hatalmas kiugrást eredményezett.
A rendszerváltást követően a népességszám viszonylag lassú ütemben folyamatosan csökken. 2002-ben az országban 21 680 974 személy élt, már mintegy 1,1 millió fővel, illetve
4,2 százalékkal kevesebb, mint 1992-ben. A népességfogyás oka elsősorban a nagyarányú kivándorlás (830 000 fő), ezt követi a természetes fogyás, a születési és halálozási szám közötti különbség.(300 000 fő}. 

Születési (piros) és halálozási (fekete) adatok 1950 és 2008 között, ezrelékben

## A lakosság megoszlása településtípusok szerint
1930-ban még a népességnek csak 20%-a élt városokban és 80%-a falun. 1948-ban a városi népesség aránya még mindig csupán 23,6% volt. 1965-ig ez a szám 33%-ra, majd 1966-ban 38%-ra növekedett, részben számos község várossá nyilvánítása miatt. Ezt követően 1974-ig az arányok nem változtak lényegesen, majd 1975-től 1989-ig a városi népesség aránya Ceausescu erőltetett iparosítási és urbanizációs politikájának eredményeként 53%-ra emelkedett. Ez a rendszerváltást követően is tovább emelkedett 55%-ig, mert a korábban erőszakkal vidékre helyezett értelmiségiek egy része visszaköltözött a városokba.

## Nemzetiségi összetétel

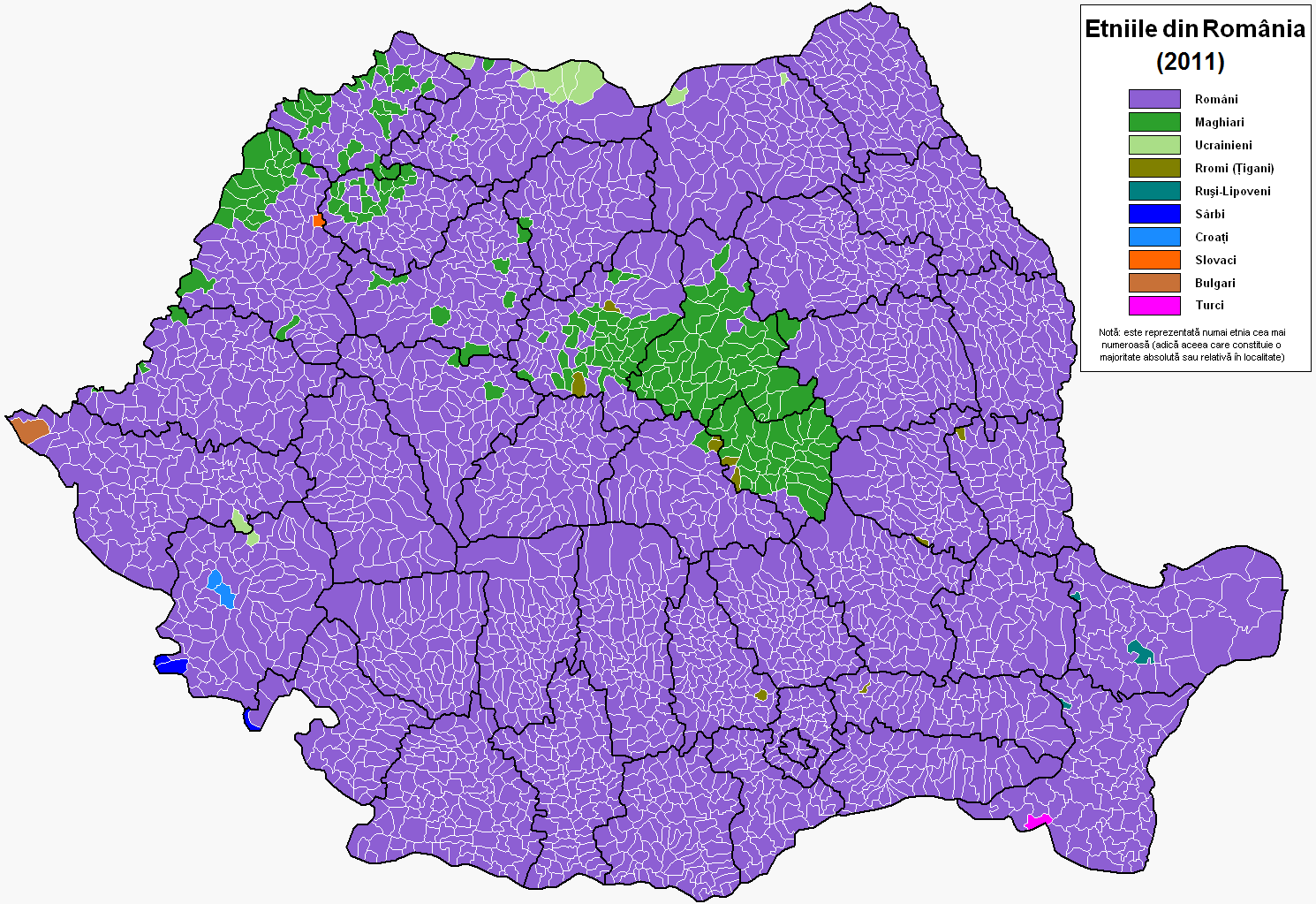
Románia 2011-es etnikai térképe (a magyar többségű területeket zöld szín jelöli)

A 2002-es népszámlálás szerint a népesség közel 90%-a román nemzetiségű, a második legnagyobb etnikum a romániai magyarság, 6,6%-kal, arányuk országos szinten 0,5%-kal csökkent 1992 után, létszámuk pedig majdnem 12%-kal. A csökkenés oka főleg a kivándorlás, valamint a romániai átlagnál alacsonyabb születésszám.
Roma nemzetiségűnek 535 140 fő, 2,5% vallotta magát. A számos további nemzeti kisebbség részaránya külön-külön nem érte el a 0,3%-ot. Nemzetiség szerint a németek száma csökkent a leginkább, míg a romák és a muzulmán kisebbségek, valamint a bevándorlással is növekedő olaszok és görögök gyarapodtak. Új bevándorlóként jelent meg a statisztikában 2249 kínai.

## Kor szerinti összetétel
A román népesség kor szerinti összetétele igen kedvezőtlenül alakul. A 15 évesnél fiatalabb korcsoportok aránya a szüleik generációjának tekinthető 25-39 éveseknek mindössze a 60-70%-át teszik ki, ami a népesség intenzív elöregedését vetíti előre. A leginkább elöregedett népesség a fővárosban és az ország déli részén található.

## Vallások
- Román ortodox egyház — 86,7%
- Római katolikus egyház — 4,7%

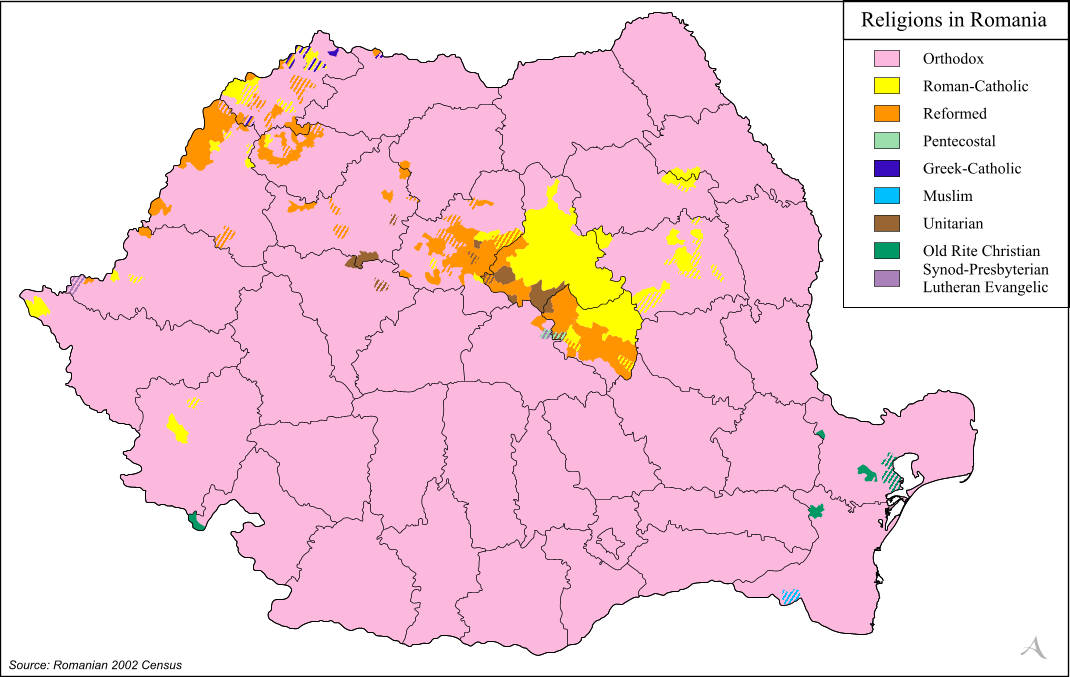
A lakosság vallási térképe

- Protestantizmus (kálvinizmus, luteránusok, unitarizmus, pünkösdizmus, baptizmus, adventizmus) — 5,3%
- Görögkatolikus — 0,9%
- Iszlám — 0,3%
- Ateizmus — ≈0,04% (9,271 fő)
- Vallás nélküliek — 0,1%
- Más vallások — 2,0%
- Nem nyilatkozott — 0,1%

Az Erdélyben régen jelentős görög katolikus vallás teljesen visszaszorult. A református és az unitárius egyházak hatása túlnyomórészt a romániai magyarokra terjed ki, hasonlóképpen római katolicizmus is, de van számottevő román és más anyanyelvű római katolikus népesség is, különösen Moldvában és Bukarestben.

## Népmozgalom
|      | Átlagos népességszám | Születések | Halálozások | Természetes szaporulat | Születési ráta (1000 főre) | Halálozási ráta (1000 főre) | Természetes szaporulat (1000 főre) | Teljes termékenységi ráta |
| ---- | -------------------- | ---------- | ----------- | ---------------------- | -------------------------- | --------------------------- | ---------------------------------- | ------------------------- |
| 1900 | 6.050.000            | 235.000    | 146.000     | 89.000                 | 38,8                       | 24,2                        | 14,7                               | 5,20                      |
| 1901 | 6.120.000            | 241.000    | 160.000     | 81.000                 | 39,3                       | 26,2                        | 13,2                               | 5,27                      |
| 1902 | 6.210.000            | 242.000    | 172.000     | 70.000                 | 39,0                       | 27,7                        | 11,3                               | 5,23                      |
| 1903 | 6.290.000            | 252.000    | 156.000     | 96.000                 | 40,1                       | 24,8                        | 15,3                               | 5,37                      |
| 1904 | 6.390.000            | 256.000    | 156.000     | 100.000                | 40,1                       | 24,4                        | 15,6                               | 5,37                      |
| 1905 | 6.480.000            | 248.000    | 160.000     | 88.000                 | 38,3                       | 24,7                        | 13,6                               | 5,13                      |
| 1906 | 6.570.000            | 262.000    | 157.000     | 105.000                | 39,9                       | 23,9                        | 16,0                               | 5,35                      |
| 1907 | 6.680.000            | 274.000    | 176.000     | 98.000                 | 41,1                       | 26,3                        | 14,8                               | 5,51                      |
| 1908 | 6.770.000            | 273.000    | 185.000     | 88.000                 | 40,3                       | 27,4                        | 13                                 | 5,40                      |
| 1909 | 6.860.000            | 282.000    | 188.000     | 94.000                 | 41,1                       | 27,4                        | 13,7                               | 5,51                      |
| 1910 | 6.970.000            | 274.000    | 173.000     | 101.000                | 39,3                       | 24,8                        | 14,5                               | 5,27                      |
| 1911 | 7.090.000            | 300.000    | 179.000     | 121.000                | 42,3                       | 25,3                        | 17,1                               | 5,67                      |
| 1912 | 7.240.000            | 314.000    | 166.000     | 148.000                | 43,4                       | 22,9                        | 20,4                               | 5,82                      |
| 1913 | 7.360.000            | 310.000    | 192.000     | 118.000                | 42,1                       | 26,1                        | 16,0                               | 5,64                      |
| 1914 | 7.770.000            | 327.000    | 183.000     | 144.000                | 42,1                       | 23,5                        | 18,5                               | 5,64                      |
| 1915 | 7.910.000            | 320.000    | 194.000     | 126.000                | 40,5                       | 24,5                        | 15,9                               | 5,43                      |

| Ani                                  | 1916 | 1917 | 1918 |
| ------------------------------------ | ---- | ---- | ---- |
| Teljes termékenységi ráta Romániában | 4,84 | 4,25 | 3,67 |

### A két világháború közötti időszak
|      | Átlagos népességszám | Születések | Halálozások | Természetes szaporulat | Születési ráta (1000 főre) | Halálozási ráta (1000 főre) | Természetes szaporulat (1000 főre) | Teljes termékenységi ráta |
| ---- | -------------------- | ---------- | ----------- | ---------------------- | -------------------------- | --------------------------- | ---------------------------------- | ------------------------- |
| 1919 | 15.920.000           | 366.000    | 328.000     | 38.000                 | 23,0                       | 20,6                        | 2,4                                | 3,08                      |
| 1920 | 16.010.000           | 539.000    | 415.000     | 124.000                | 33,7                       | 25,9                        | 7,7                                | 4,52                      |
| 1921 | 16.240.000           | 620.000    | 372.000     | 248.000                | 38,2                       | 22,9                        | 15,3                               | 5,12                      |
| 1922 | 16.500.000           | 614.000    | 376.000     | 238.000                | 37,2                       | 22,8                        | 14,4                               | 4,98                      |
| 1923 | 16.770.000           | 609.000    | 372.000     | 237.000                | 36,4                       | 22,1                        | 14,4                               | 4,88                      |
| 1924 | 16.990.000           | 623.000    | 383.000     | 240.000                | 36,7                       | 22,5                        | 14,1                               | 4,92                      |
| 1925 | 17.190.000           | 606.000    | 362.000     | 244.000                | 35,2                       | 21,1                        | 14,1                               | 4,72                      |
| 1926 | 17.460.000           | 608.000    | 373.000     | 235.000                | 34,8                       | 21,4                        | 13,4                               | 4,66                      |
| 1927 | 17.690.000           | 603.000    | 393.000     | 210.000                | 34,1                       | 22,2                        | 11,9                               | 4,57                      |
| 1928 | 17.970.000           | 624.000    | 352.000     | 272.000                | 34,7                       | 19,6                        | 15,1                               | 4,65                      |
| 1929 | 17.640.000           | 601.000    | 378.000     | 223.000                | 34,1                       | 21,4                        | 12,6                               | 4,57                      |
| 1930 | 17.870.000           | 625.000    | 347.000     | 278.000                | 35,0                       | 19,4                        | 15,6                               | 4,69                      |
| 1931 | 18.190.000           | 605.000    | 379.000     | 226.000                | 33,3                       | 20,8                        | 12,4                               | 4,46                      |
| 1932 | 18.427.000           | 662.000    | 399.000     | 263.000                | 35,9                       | 21,7                        | 14,3                               | 4,81                      |
| 1933 | 18.653.000           | 598.000    | 348.000     | 250.000                | 32,1                       | 18,7                        | 13,4                               | 4,30                      |
| 1934 | 18.914.000           | 612.416    | 390.668     | 221.748                | 32,4                       | 20,7                        | 11,7                               | 4,34                      |
| 1935 | 19.088.000           | 585.503    | 402.720     | 182.783                | 30,7                       | 21,1                        | 9,6                                | 4,11                      |
| 1936 | 19.319.000           | 608.906    | 382.179     | 226.727                | 31,5                       | 19,8                        | 11,7                               | 4,22                      |
| 1937 | 19.535.000           | 601.310    | 377.954     | 223.356                | 30,8                       | 19,3                        | 11,4                               | 4,13                      |
| 1938 | 19.750.000           | 585.423    | 379.445     | 205.978                | 29,6                       | 19,2                        | 10,4                               | 3,97                      |
| 1939 | 19.934.000           | 563.817    | 370.348     | 193.469                | 28,3                       | 18,6                        | 9,7                                | 3,79                      |

| Év                                   | 1940 | 1941 | 1942 | 1943 | 1944 | 1945 |
| ------------------------------------ | ---- | ---- | ---- | ---- | ---- | ---- |
| Teljes termékenységi ráta Romániában | 3,55 | 3,08 | 2,87 | 3,14 | 2,91 | 2,63 |

### A II. világháború után
Fő források:
|      | Átlagos népességszám | Születések | Halálozások | Természetes szaporulat | Születési ráta (1000 főre) | Halálozási ráta (1000 főre) | Természetes szaporulat (1000 főre) | Migrációs szaporulat (1000 főre) | Teljes termékenységi ráta |
| ---- | -------------------- | ---------- | ----------- | ---------------------- | -------------------------- | --------------------------- | ---------------------------------- | -------------------------------- | ------------------------- |
| 1946 | 15.760.000           | 391.273    | 296.439     | 94.834                 | 24,8                       | 18,8                        | 6,0                                | 0,3                              | 3,32                      |
| 1947 | 15.860.000           | 370.562    | 349.331     | 21.231                 | 23,4                       | 22,0                        | 1,3                                | 0,8                              | 3,14                      |
| 1948 | 15.893.000           | 379.868    | 248.238     | 131.630                | 23,9                       | 15,6                        | 8,3                                | 3,7                              | 3,20                      |
| 1949 | 16.084.000           | 444.065    | 219.881     | 224.184                | 27,6                       | 13,7                        | 13,9                               | 0,2                              | 3,70                      |
| 1950 | 16.311.000           | 426.820    | 202.010     | 224.810                | 26,2                       | 12,4                        | 13,8                               | -4,4                             | 3,14                      |
| 1951 | 16.464.000           | 412.534    | 210.021     | 202.513                | 25,1                       | 12,8                        | 12,3                               | -2,2                             | 3,01                      |
| 1952 | 16.630.000           | 413.217    | 195.287     | 217.930                | 24,8                       | 11,7                        | 13,1                               | -0,1                             | 2,97                      |
| 1953 | 16.847.000           | 401.717    | 194.752     | 206.965                | 23,8                       | 11,6                        | 12,3                               | -0,8                             | 2,76                      |
| 1954 | 17.040.000           | 422.346    | 195.091     | 227.255                | 24,8                       | 11,4                        | 13,3                               | 3,4                              | 2,98                      |
| 1955 | 17.325.000           | 442.864    | 167.535     | 275.329                | 25,6                       | 9,7                         | 15,9                               | -1,0                             | 3,07                      |
| 1956 | 17.583.000           | 425.704    | 174.847     | 250.857                | 24,2                       | 9,9                         | 14,3                               | -0,3                             | 2,89                      |
| 1957 | 17.829.000           | 407.819    | 181.923     | 225.896                | 22,9                       | 10,2                        | 12,7                               | 0                                | 2,73                      |
| 1958 | 18.056.000           | 390.500    | 156.493     | 234.007                | 21,6                       | 8,7                         | 13,0                               | -3,6                             | 2,58                      |
| 1959 | 18.226.000           | 368.007    | 186.767     | 181.240                | 20,2                       | 10,2                        | 9,9                                | -0,2                             | 2,43                      |
| 1960 | 18.403.414           | 352.241    | 160.720     | 191.521                | 19,1                       | 8,7                         | 10,4                               | -1,5                             | 2,33                      |
| 1961 | 18.566.932           | 324.859    | 161.936     | 162.923                | 17,5                       | 8,7                         | 8,8                                | -2,7                             | 2,17                      |
| 1962 | 18.680.721           | 301.985    | 172.429     | 129.556                | 16,2                       | 9,2                         | 6,9                                | 0,2                              | 2,04                      |
| 1963 | 18.813.131           | 294.886    | 155.767     | 139.119                | 15,7                       | 8,3                         | 7,4                                | -1,3                             | 2,01                      |
| 1964 | 18.927.081           | 287.383    | 152.476     | 134.907                | 15,2                       | 8,1                         | 7,1                                | -1,8                             | 1,96                      |
| 1965 | 19.027.367           | 278.362    | 163.393     | 114.969                | 14,6                       | 8,6                         | 6,0                                | 0                                | 1,91                      |
| 1966 | 19.140.783           | 273.678    | 157.445     | 116.233                | 14,3                       | 8,2                         | 6,1                                | 1,4                              | 1,90                      |
| 1967 | 19.284.814           | 527.764    | 179.129     | 348.635                | 27,4                       | 9,3                         | 18,1                               | 4,5                              | 3,66                      |
| 1968 | 19.720.984           | 526.091    | 188.509     | 337.582                | 26,7                       | 9,6                         | 17,1                               | −2,4                             | 3,63                      |
| 1969 | 20.010.178           | 465.764    | 201.225     | 264.539                | 23,3                       | 10,1                        | 13,2                               | −1,1                             | 3,19                      |
| 1970 | 20.252.541           | 427.034    | 193.255     | 233.779                | 21,1                       | 9,5                         | 11,5                               | −0,8                             | 2,89                      |
| 1971 | 20.469.658           | 400.146    | 194.306     | 205.840                | 19,5                       | 9,5                         | 10,1                               | −0,7                             | 2,66                      |
| 1972 | 20.662.648           | 389.153    | 189.793     | 199.360                | 18,8                       | 9,2                         | 9,6                                | −1,6                             | 2,55                      |
| 1973 | 20.827.525           | 378.696    | 203.559     | 175.137                | 18,2                       | 9,8                         | 8,4                                | 1,3                              | 2,44                      |
| 1974 | 21.028.841           | 427.732    | 191.286     | 236.446                | 20,3                       | 9,1                         | 11,2                               | −0,9                             | 2,72                      |
| 1975 | 21.245.103           | 418.185    | 197.538     | 220.647                | 19,7                       | 9,3                         | 10,4                               | −1,0                             | 2,62                      |
| 1976 | 21.445.698           | 417.353    | 204.873     | 212.480                | 19,5                       | 9,6                         | 9,9                                | 0                                | 2,58                      |
| 1977 | 21.657.569           | 423.958    | 208.685     | 215.273                | 19,6                       | 9,6                         | 9,9                                | −0,8                             | 2,60                      |
| 1978 | 21.854.622           | 416.598    | 211.846     | 204.752                | 19,1                       | 9,7                         | 9,4                                | −0,5                             | 2,54                      |
| 1979 | 22.048.305           | 410.603    | 217.509     | 193.094                | 18,6                       | 9,9                         | 8,8                                | −1,9                             | 2,50                      |
| 1980 | 22.201.387           | 398.904    | 231.876     | 167.028                | 18,0                       | 10,4                        | 7,5                                | −0,7                             | 2,45                      |
| 1981 | 22.352.635           | 381.101    | 224.635     | 156.466                | 17,0                       | 10,0                        | 7,0                                | −1,4                             | 2,37                      |
| 1982 | 22.477.703           | 344.369    | 224.120     | 120.249                | 15,3                       | 10,0                        | 5,3                                | −1,9                             | 2,17                      |
| 1983 | 22.553.074           | 321.498    | 233.892     | 87.606                 | 14,3                       | 10,4                        | 3,9                                | −0,7                             | 2,00                      |
| 1984 | 22.624.505           | 350.741    | 233.699     | 117.042                | 15,5                       | 10,3                        | 5,2                                | −0,8                             | 2,19                      |
| 1985 | 22.724.836           | 358.797    | 246.670     | 112.127                | 15,8                       | 10,9                        | 4,9                                | −0,6                             | 2,26                      |
| 1986 | 22.823.479           | 376.896    | 242.330     | 134.566                | 16,5                       | 10,6                        | 5,9                                | −0,8                             | 2,39                      |
| 1987 | 22.940.430           | 383.199    | 254.286     | 128.913                | 16,7                       | 11,1                        | 5,6                                | −0,7                             | 2,42                      |
| 1988 | 23.053.552           | 380.043    | 253.370     | 126.673                | 16,5                       | 11,0                        | 5,5                                | −1,1                             | 2,31                      |
| 1989 | 23.151.564           | 369.544    | 247.306     | 122.238                | 16,0                       | 10,7                        | 5,3                                | −2,9                             | 2,19                      |
| 1990 | 23.206.720           | 314.746    | 247.086     | 67.660                 | 13,6                       | 10,6                        | 2,9                                | −3,8                             | 1,83                      |
| 1991 | 23.185.084           | 275.275    | 251.760     | 23.515                 | 11,9                       | 10,9                        | 1,0                                | −18,1                            | 1,56                      |
| 1992 | 22.788.969           | 260.393    | 263.855     | −3.462                 | 11,4                       | 11,6                        | −0,2                               | −1,3                             | 1,50                      |
| 1993 | 22.755.260           | 249.994    | 263.323     | −13.329                | 11,0                       | 11,6                        | −0,6                               | −0,5                             | 1,45                      |
| 1994 | 22.730.622           | 246.736    | 266.101     | –19.365                | 10,9                       | 11,7                        | −0,9                               | −1,3                             | 1,42                      |
| 1995 | 22.680.951           | 236.640    | 271.672     | −35.032                | 10,4                       | 12,0                        | −1,5                               | −1,7                             | 1,34                      |
| 1996 | 22.607.620           | 231.348    | 286.158     | −54.810                | 10,2                       | 12,7                        | −2,4                               | −0,3                             | 1,29                      |
| 1997 | 22.545.925           | 236.891    | 279.315     | −42.424                | 10,5                       | 12,4                        | −1,9                               | 0                                | 1,31                      |
| 1998 | 22.502.803           | 237.297    | 269.166     | −31.869                | 10,5                       | 12,0                        | −1,4                               | −0,6                             | 1,33                      |
| 1999 | 22.458.022           | 234.600    | 265.194     | −30.594                | 10,4                       | 11,8                        | −1,4                               | 0,4                              | 1,32                      |
| 2000 | 22.435.205           | 234.521    | 255.820     | −21.299                | 10,5                       | 11,4                        | −0,9                               | −0,3                             | 1,32                      |
| 2001 | 22.408.393           | 220.368    | 259.603     | −39.235                | 9,8                        | 11,6                        | −1,8                               | −30,9                            | 1,23                      |
| 2002 | 21.675.775           | 210.529    | 269.666     | −59.137                | 9,7                        | 12,4                        | −2,7                               | −2,0                             | 1,26                      |
| 2003 | 21.574.365           | 212.459    | 266.575     | −54.116                | 9,8                        | 12,4                        | −2,5                               | −3,2                             | 1,29                      |
| 2004 | 21.451.845           | 216.261    | 258.890     | −42.629                | 10,1                       | 12,1                        | −2,0                               | −4,2                             | 1,32                      |
| 2005 | 21.319.673           | 221.020    | 262.101     | −41.081                | 10,4                       | 12,3                        | −1,9                               | −4,0                             | 1,38                      |
| 2006 | 21.193.749           | 219.483    | 258.094     | −38.611                | 10,4                       | 12,2                        | −1,8                               | −12,9                            | 1,41                      |
| 2007 | 20.882.980           | 214.728    | 251.965     | −37.237                | 10,3                       | 12,1                        | −1,8                               | −14,7                            | 1,43                      |
| 2008 | 20.537.848           | 221.900    | 253.202     | −31.302                | 10,8                       | 12,3                        | −1,5                               | −6,8                             | 1,58                      |
| 2009 | 20.367.437           | 222.388    | 257.213     | −34.825                | 10,9                       | 12,6                        | −1,7                               | −4,2                             | 1,65                      |
| 2010 | 20.246.798           | 212.199    | 259.723     | −47.524                | 10,5                       | 12,8                        | −2,3                               | −2,6                             | 1,58                      |
| 2011 | 20.147.657           | 196.242    | 251.439     | −55.197                | 9,7                        | 12,5                        | −2,7                               | −1,6                             | 1,46                      |
| 2012 | 20.060.182           | 201.104    | 255.539     | −54.435                | 10,0                       | 12,7                        | −2,7                               | 0                                | 1,52                      |
| 2013 | 19.988.694           | 188.599    | 247.475     | −58.876                | 9,4                        | 12,4                        | −2,9                               | −0,7                             | 1,45                      |
| 2014 | 19.916.451           | 198.740    | 254.965     | −56.225                | 10,0                       | 12,8                        | −2,8                               | −1,9                             | 1,55                      |
| 2015 | 19.822.250           | 201.995    | 262.442     | −60.447                | 10,2                       | 13,2                        | −3,0                               | −2,8                             | 1,61                      |
| 2016 | 19.706.424           | 205.773    | 258.404     | −52.631                | 10,4                       | 13,1                        | −2,7                               | −3,1                             | 1,68                      |
| 2017 | 19.592.933           | 210.590    | 262.321     | −51.731                | 10,7                       | 13,4                        | −2,6                               | −3,0                             | 1,77                      |
| 2018 | 19.483.840           | 210.290    | 264.963     | −54.673                | 10,8                       | 13,6                        | −2,8                               | −1,8                             | 1,81                      |
| 2019 | 19.394.228           | 211.175    | 260.877     | −49.702                | 10,9                       | 13,5                        | −2,6                               | −3,8                             | 1,86                      |
| 2020 | 19.296.076           | 206.826    | 299.524     | −92.698                | 10,7                       | 15,5                        | −4,8                               | −2,6                             | 1,80                      |
| 2021 | 19.126.302           | 199.107    | 336.075     | −136.968               | 10,4                       | 17,6                        | −7,2                               | -1,1                             | 1,81                      |
| 2022 | 19.052.694           | 178.233    | 272.953     | −94.720                | 9,4                        | 14,3                        | −4,9                               | 4,8                              | 1,71                      |
| 2023 | 19.065.215           | 160.078    | 244.061     | −83.983                | 8,4                        | 12,8                        | −4,4                               |                                  | 1,54                      |
| 2024 | 19.067.576           | 149.612    | 246.012     | -96.400                | 7,8                        | 12,9                        | -5,1                               |                                  |                           |

| Időszak            | Születés        | Halálozás     | Természetes szaporulat |
| ------------------ | --------------- | ------------- | ---------------------- |
| Január-Június 2024 | 69.445          | 121.814       | −52.369                |
| Január-Június 2025 | 66.362          | 122.797       | −56.435                |
| Különbség          | −3.083 (−4,43%) | +983 (+0,80%) | -4.066                 |

## Bevándorlás
A nagy kivándorlás mellett van bizonyos Romániába irányuló bevándorlás is. A külföldön született lakosok száma (az Eurostat szerint):
|                    | 2013       | 2015       | 2017       |
| ------------------ | ---------- | ---------- | ---------- |
| Össznépesség       | 19,724,074 | 19,720,647 | 19,644,350 |
| Összes bevándorló  | 182,939    | 281,048    | 421,801    |
| Moldova            | 59,670     | 114,654    | 161,846    |
| Olaszország        | 22,486     | 38,580     | 56,515     |
| Spanyolország      | 18,827     | 29,937     | 42,165     |
| Ukrajna            | 8,743      | 11,900     | 16,729     |
| Egyesült Királyság | 2,604      | 5,208      | 15,346     |
| Németország        | 3,759      | 6,552      | 15,121     |
| Franciaország      | 3,780      | 6,471      | 12,589     |
| Bulgária           | 11,163     | 10,465     | 10,646     |
| Magyarország       | 5,795      | 6,420      | 8,184      |
| Törökország        | 5,057      |            | 7,986      |
| Görögország        | 4,085      | 4,653      | 6,494      |
| Oroszország        | 4,952      | 5,269      | 6,063      |
| Kína               | 2,978      | 3,722      | 5,068      |
| Egyesült Államok   | 2,360      | 2,876      | 4,428      |
| Szíria             | 2,295      | 2,576      | 3,492      |
| Izrael             | 1,665      | 1,837      | 2,936      |
| Belgium            | 54         | 1,102      | 2,650      |
| Irak               | 1,136      | 1,419      | 2,338      |
| Szerbia            | 1,529      | 5,783      | 2,296      |
| Ausztria           | 121        | 509        | 1,934      |
| Írország           | 22         | 657        | 1,876      |
| Tunézia            | 1,034      | 1,062      | 1,627      |
| Irán               | 1,114      | 1,261      | 1,464      |
| Portugália         | 81         | 364        | 1,377      |

## Fordítás
- Ez a szócikk részben vagy egészben  a   Demographics of Romania című angol Wikipédia-szócikk ezen változatának fordításán alapul.  Az eredeti cikk szerkesztőit annak laptörténete sorolja fel. Ez a jelzés csupán a megfogalmazás eredetét és a szerzői jogokat jelzi, nem szolgál a cikkben szereplő információk forrásmegjelöléseként.

## Kapcsolódó szócikk
- Romániai magyarok